# Radu Miron
Radu Miron (n. 3 octombrie 1927, Codăești, Vaslui, România – d. 10 martie 2022) a fost matematician român, membru titular al Academiei Române și  membru de onoare al Academiei de Științe a Moldovei.

## Biografie
Studiile liceale și universitare (Facultatea de Matematică-Fizică) le-a terminat la Iași.
Încă din ultimii ani de studii a fost angajat preparator și apoi asistent la Facultatea de Matematică-Fizică a Universității din Iași și cercetător la Institutul de Matematică al Academiei Române - Filiala Iași.
În 1957 și-a susținut teza Geometrizarea sistemelor mecanice neolonome, devenind doctor în matematică; în 1973 a primit titlul de doctor docent. Fost membru PCR
În 1963 a fost numit conferențiar la Universitatea "Al.I.Cuza" din Iași, iar în 1969 profesor titular. În aceeași perioadă a funcționat pe post de cercetător principal și apoi șef de sector la Institutul de Matematică din Filiala Iași a Academiei Române.
A fost "visiting professor" la universități din Canada, Germania, Italia și Japonia.
De asemenea, a participat la congresele internaționale de matematică de la Nisa (1970), Varșovia (1981) și Kyoto (1990). A făcut parte din grupul de organizatori al celui de-al V-lea Congres Național al matematicienilor romani (2003).
Face parte din conducerea revistelor "Tensor" - Japonia, "Algebras, Groups and Geometries" - S.U.A., "Journal of the Egyptian Mathematical Society" - Egipt, "Progress in Mathematics" - India și este membru în "Institute of Basic Researches" (S.U.A.), "Tensor" (Japonia), "American Mathematical Society" (S.U.A.), "Finsler Geometry" (Japonia) s.a 

Preocupările sale științifice grupează cinci direcții principale: geometria diferențială, fundamentele geometriei, topologia algebrică, mecanica teoretică și aplicații ale geometriilor Lagrange și Hamilton în fizica teoretică.
Începând din 1975 a descoperit geometriile Lagrangiene, iar în 1987 geometriile Hamiltoniene. A elaborat metode noi de investigare a fibratelor vectoriale pe care le-a aplicat în studiul modelelor geometrice din fizica teoretică. Academia Română i-a acordat premiul Gheorghe Țițeica,iar după anul 1976 devine membru titular al Academiei Române.
O consecință a acestui imens efort științific a fost introducerea în știință a unor domenii de cert interes teoretic și aplicativ: geometriile Lagrange de ordin superior și cele Hamilton de ordin superior, spațiile Finsler de ordin superior. Noțiunea de conexiune neliniară, introdusă în premieră în aceste geometrii, i-a permis rezolvarea unei probleme celebre, formulată acum peste 100 de ani de Bianchi privind prelungirea de ordinul k >1 a structurilor Riemanniene. Acestea au făcut obiectul a opt monografii publicate în S.U.A., Singapore, Olanda și Canada.
Fondator al Seminarului Național de Spații Finsler și Spații Lagrange, membru fondator și președinte al Societății Balcanice de Geometrie (1995),
Numeroase noțiuni și rezultate îi poartă numele: "reper Miron", "ecuații fundamentale ale reperelor Miron", "spații Miron", "conexiuni Miron" (denumiri specificate în celebra carte a lui M. Matsumoto, The Fundations of Finsler Geometry, 1986), alte concepte fiind introduse de el: "geometrie Lagrange", "geometrie Hamilton", "energii de ordin superior", "configurațiile Myller", "geometrii de ordin superior", "spații Finsler tari neriemanniene", etc.
A murit la 10 martie 2022.

## Publicații
- Configurații Myller (1966, lucrare distinsă în 1968 cu Premiul "Gh. Țițeica" al Academiei Române);
- Geometria analitică și difernțială (2 vol., 1968-1969, în colab. cu Gh. Gheorghiev și D. Papuc);
- Introducere vectorială în geometria plană (1970)
- Topologia algebrică (1974, în colab. cu I. Pop) distinsă cu premiul Academiei Române;
- Fibrate vectoriale. Spații Lagrange. Aplicații în relativitate. (1987, în colab. cu M. Anastasiei), distinsă cu Premiul Gh. Lazăr al Academiei Române, versiunea engleză a acestei cărți: Vector Bundles and Lagrange Spaces with Applications to Relativity (1997);
- The geometry of Lagranges Spaces. Theory and Applications (1994, în colab. cu M. Anastasiei);
- Fundamentele aritmeticii și geometriei (1968, în colab. cu Dan Brânzei), versiunea engleză: Backgrounds of Arithmetic and Geometry. An Introduction a fost publicată în Singapore (1995); cartea conține în referințe peste 500 de nume de autori români;
- The geometry of Higher Order Lagrange Spaces. Applications to Mechanics and Physics (1997);
- The geometry of Higher Order Finsler Spaces (1998);
- The geometry of Higher Order Hamilton Spaces. Applications to Hamiltonian Mechanics (2003);
- The Geometry of Hamilton and Lagrange Spaces (2001, in colab. cu D. Hrimiuc, H. Shimada, S.V. Sabau) s.a.

Rezultatele cele mai importante ale cercetărilor sale sunt incluse în câteva volume din Handbook of Finsler and Lagrange Spaces, editat de P.S. Antonelli (Universitatea Alberta, Canada).

## Legături externe
- Membrii Academiei Române din 1866 până în prezent – M

Interviuri
- Ghici cine vine la cină - Radu Miron, TVR Iași, youtube.com
- Acad. Radu Miron în spațiul matematicii românești, youtube.com